# Amphicestonia perplexa
Amphicestonia perplexa là một loài ruồi trong họ Tachinidae.